# Minagawa Kien

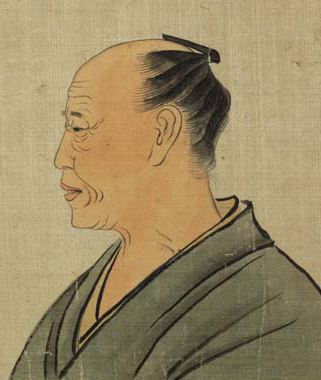
Minagawa Kien (zeitgenössisches Porträt)

Minagawa Kien (japanisch 皆川 淇園, wirklicher Name: Minagawa Gen  (皆川 愿), weitere Künstlernamen: Donkaishi (呑海子), Kyōsai (筇斎), Sessai (節斎), Yūhisai (有斐斎); geb. 1. Januar 1735 in Kioto; gest. 21. Juni 1807) war und japanischer Konfuzianist und Maler der Nanga-Richtung während der mittleren Edo-Zeit.

## Leben und Werk
Minagawa Kien war Sohn eines berühmten Gelehrten der chinesischen Literatur und Philosophie. Er hätte, ebenfalls Gelehrter, eine gute Stelle bei einem der Fürsten bekommen können, aber stattdessen eröffnete er eine Privatschule, die er Kōdōkan (弘道館) nannte. Die Schule hatte einen guten Ruf, wuchs und wuchs, so dass sie von mehr als 3000 Studenten absolviert wurde. Kien war nicht nur ein guter Wissenschaftler, was die konfuzianischen Klassiker anging, sondern er war gleichermaßen gut in Malerei, Dichtkunst und Musik. 
Malerei hatte Kien unter Mochizuki Gyokusen (1673/93–1755) studiert, später soll er sich unter Tani Bunchō weitergebildet haben. Er wandte sich nach dem Studium der alten chinesischen Malerei schließlich der Malerei im Nanga-Stil zu. Ab 1792 zeigte Kien im Frühling und im Herbst im Higashiyama-Distrikt von Kioto seine neuen Bilder. Er kannte zahlreiche Künstler seiner Zeit und schrieb über sie. Die Sammlung dieser Schriften, das Kien Bunshū (淇園 文集), ist für heutige Kunstwissenschaftler von großem Wert.

## Bilder

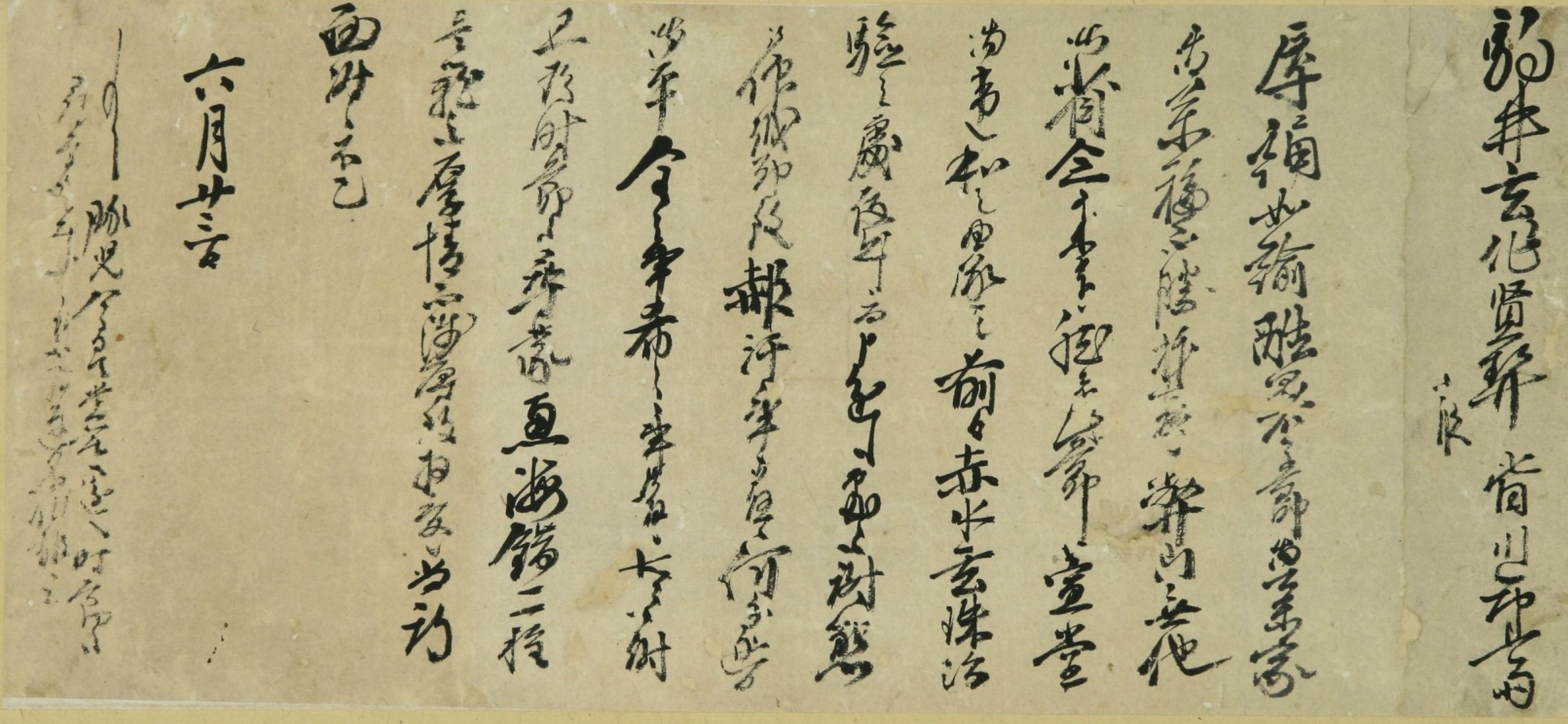
Brief an Komai Gensaku
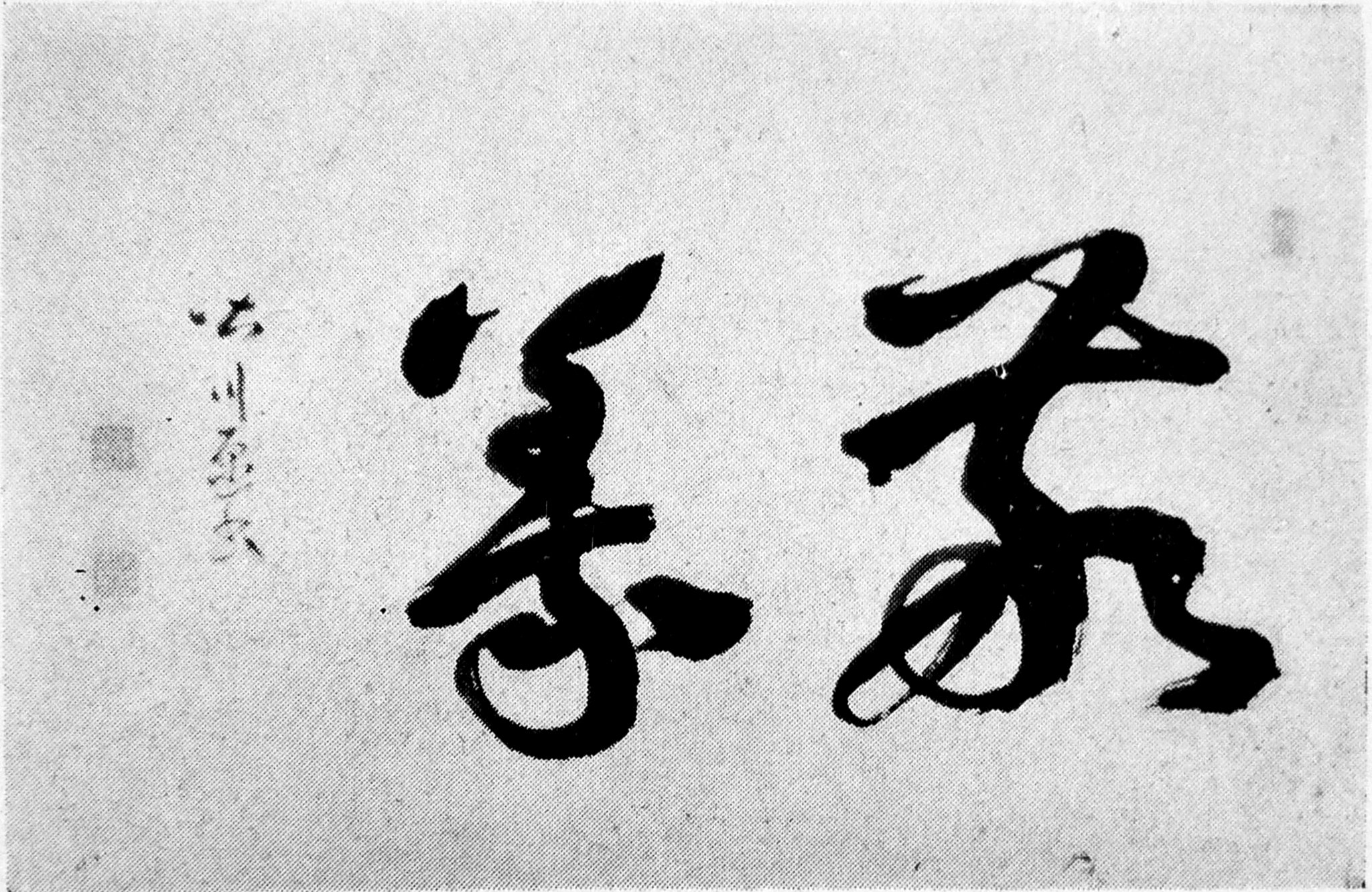
Kalligrafie
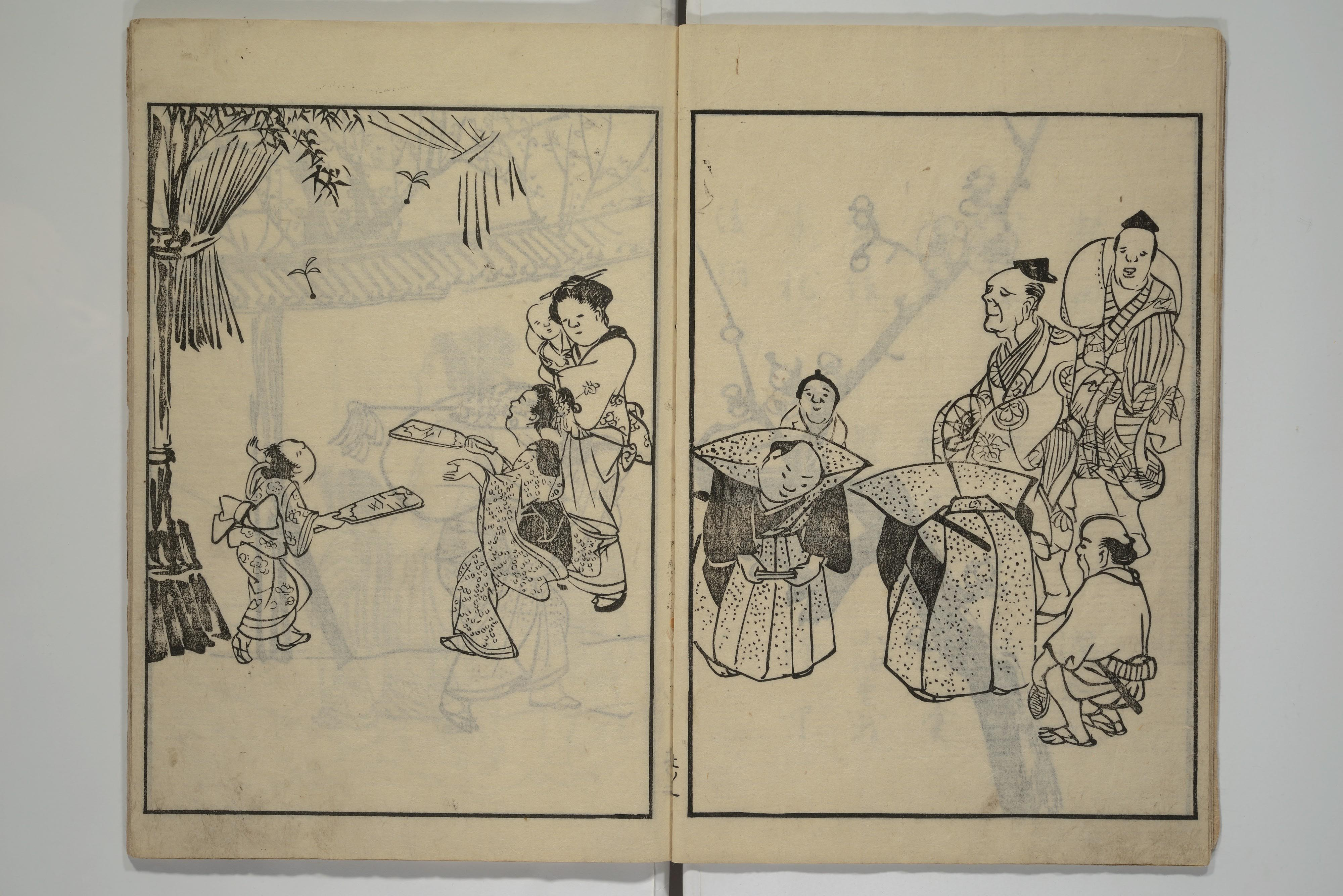
Buchillustrationen
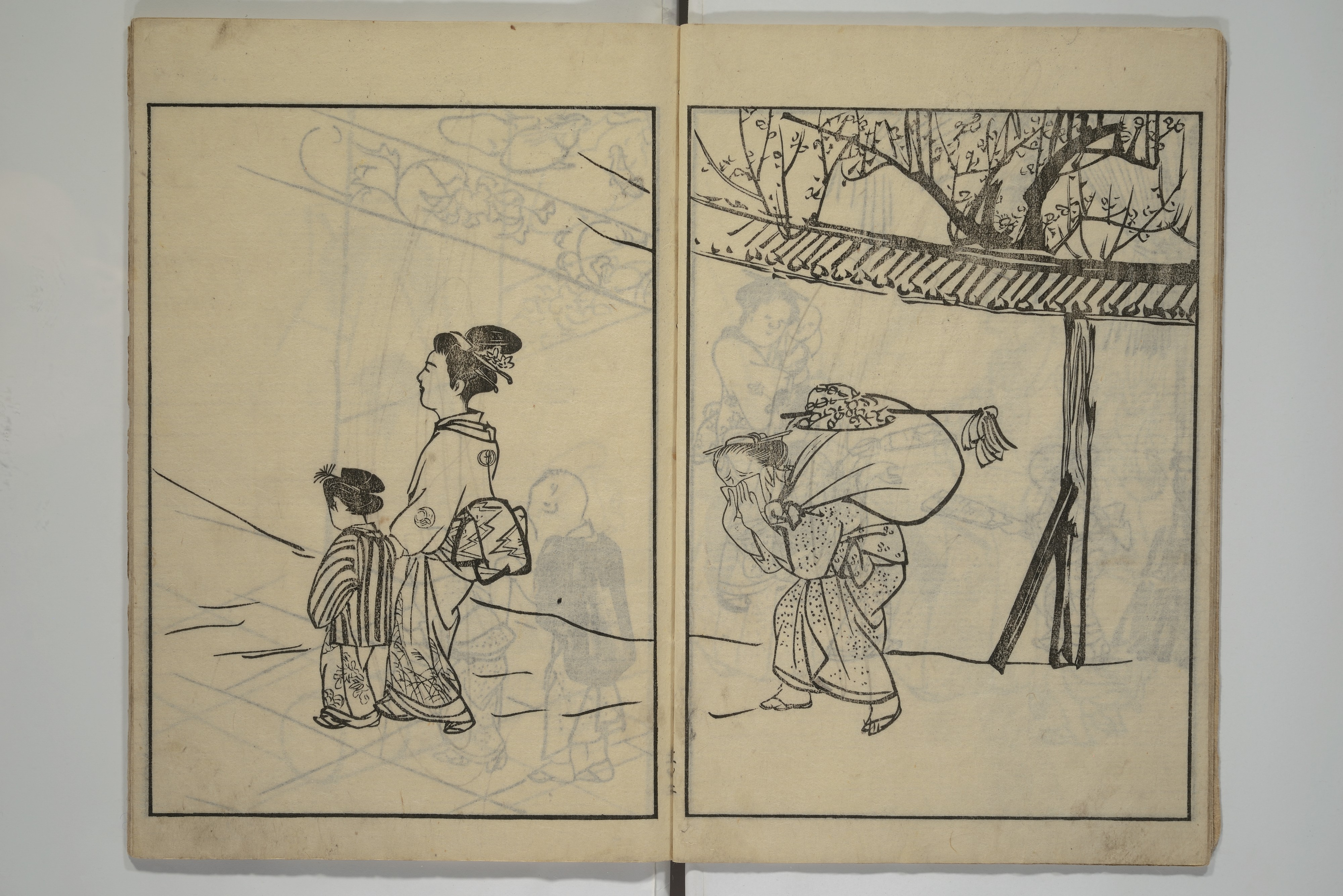
Buchillustrationen
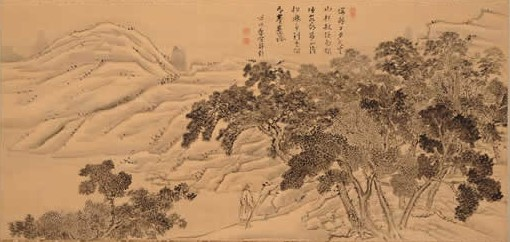
Landschaft